# ويليام ثورستون
ويليام ثورستون  (بالإنجليزية: William Thurston)‏ هو عالم رياضيات أمريكي ولد في 30 أكتوبر 1946 في واشنطن العاصمة، الولايات المتحدة وتوفي في 21 أغسطس 2012 (65 سنة)

، حائز على جائزة وسام فيلدز.

## وصلات خارجية
- الموقع الرسمي لجائزة وسام فيلدز